# XIII. Fliegerkorps
Das XIII. Fliegerkorps war ein Großverband der Luftwaffe der Wehrmacht im Zweiten Weltkrieg.

## Geschichte
Das XIII. Fliegerkorps wurde am 1. Oktober 1942 in Groß-Born aus dem Stab der aufgelösten Luftwaffen-Division Meindl gebildet. In ihm wurden die 1. bis 22. Luftwaffen-Felddivision aufgestellt, ausgebildet und an die Front gesandt. Ab 1943 lag das Korps im deutschbesetzten Frankreich. Am 30. Januar 1944 wurde das Korps in II. Fallschirmkorps umbenannt.

## Personen

### Kommandierender General
| Dienstgrad          | Name           | Datum                                |
| ------------------- | -------------- | ------------------------------------ |
| General der Flieger | Erich Petersen | 1. Oktober 1942 bis 1. Dezember 1942 |
| Generalmajor        | Eugen Meindl   | 1. Dezember 1942 bis 30. Januar 1944 |

### Chef des Stabes
| Dienstgrad     | Name                   | Datum                               |
| -------------- | ---------------------- | ----------------------------------- |
| Oberstleutnant | Karl-Heinz von Hofmann | 1. Oktober 1942 bis 26. August 1943 |
| Oberstleutnant | Ernst Blauensteiner    | 26. August 1943 bis 30. Januar 1944 |

### Erster Generalstabsoffizier
| Dienstgrad | Name                | Datum                                  |
| ---------- | ------------------- | -------------------------------------- |
| Major      | Ernst Blauensteiner | 25. September 1942 bis 25. August 1943 |